# Cloșani, Gorj
Cloșani este un sat în comuna Padeș din județul Gorj, Oltenia, România.

## Vezi și
- Biserica de lemn din Cloșani
- Piatra Cloșanilor (rezervație naturală)

 Acest articol despre o localitate din județul Gorj este deocamdată un ciot. Puteți ajuta Wikipedia prin completarea lui.